# Ганнісон (Колорадо)
Ганнісон (англ. Gunnison) — місто в США, в окрузі Ганнісон штату Колорадо. Населення — 6560 осіб (2020).

## Географія
Ганнісон розташований за координатами 38°32′40″ пн. ш. 106°55′42″ зх. д. / 38.54444° пн. ш. 106.92833° зх. д. (38.544537, -106.928354). За даними Бюро перепису населення США в 2010 році місто мало площу 8,37 км², уся площа — суходіл. В 2017 році площа становила 10,77 км², уся площа — суходіл.

### Клімат
Місто знаходиться у зоні, котра характеризується континентальним субарктичним кліматом. Найтепліший місяць — липень із середньою температурою 16.1 °C (61 °F). Найхолодніший місяць — січень, із середньою температурою -12.8 °С (9 °F).
| Клімат Ганнісона        | Клімат Ганнісона | Клімат Ганнісона | Клімат Ганнісона | Клімат Ганнісона | Клімат Ганнісона | Клімат Ганнісона | Клімат Ганнісона | Клімат Ганнісона | Клімат Ганнісона | Клімат Ганнісона | Клімат Ганнісона | Клімат Ганнісона | Клімат Ганнісона |
| Показник                | Січ.             | Лют.             | Бер.             | Квіт.            | Трав.            | Черв.            | Лип.             | Серп.            | Вер.             | Жовт.            | Лист.            | Груд.            | Рік              |
| Абсолютний максимум, °C | 17               | 14               | 23               | 25               | 30               | 35               | 35               | 40               | 32               | 27               | 20               | 16               | 40               |
| Середній максимум, °C   | −3               | 0                | 5                | 13               | 19               | 24               | 27               | 26               | 22               | 17               | 7                | −1               | 13               |
| Середня температура, °C | −12              | −9               | −3               | 4                | 9                | 13               | 16               | 15               | 11               | 5                | −2               | −10              | 6                |
| Середній мінімум, °C    | −22              | −19              | −12              | −5               | −1               | 2                | 5                | 5                | 0                | −6               | −12              | −20              | −7               |
| Абсолютний мінімум, °C  | −42              | −42              | −33              | −23              | −12              | −7               | −3               | −3               | −10              | −21              | −32              | −43              | −43              |
| Норма опадів, мм        | 20               | 20               | 10               | 10               | 20               | 10               | 30               | 30               | 20               | 10               | 10               | 10               | 260              |
| Днів з опадами          | 10               | 8                | 8                | 6                | 7                | 5                | 10               | 9                | 5                | 4                | 6                | 7                | 85               |
| Днів з дощем            | 2                | 2                | 2                | 2                | 2                | 1                | 3                | 3                | 2                | 1                | 1                | 2                | 27               |
| ----------------------- | ---------------- | ---------------- | ---------------- | ---------------- | ---------------- | ---------------- | ---------------- | ---------------- | ---------------- | ---------------- | ---------------- | ---------------- | ---------------- |
| Джерело: Weatherbase    |                  |                  |                  |                  |                  |                  |                  |                  |                  |                  |                  |                  |                  |

## Демографія
Згідно з переписом 2010 року, у місті мешкали 5854 особи в 2318 домогосподарствах у складі 991 родини. Густота населення становила 699 осіб/км². Було 2645 помешкань (316/км²).
Расовий склад населення:
| - 86,9 % — білих - 2,4 % — корінних американців - 0,6 % — чорних або афроамериканців - 0,6 % — азіатів - 6,6 % — осіб інших рас |

До двох чи більше рас належало 2,8 %. Частка іспаномовних становила 14,2 % від усіх жителів.
За віковим діапазоном населення розподілялося таким чином: 15,9 % — особи молодші 18 років, 76,4 % — особи у віці 18—64 років, 7,7 % — особи у віці 65 років та старші. Медіана віку мешканця становила 25,2 року. На 100 осіб жіночої статі у місті припадало 123,8 чоловіків; на 100 жінок у віці від 18 років та старших — 128,1 чоловіків також старших 18 років.
Середній дохід на одне домашнє господарство становив 43 383 долари США (медіана — 35 871), а середній дохід на одну сім'ю — 58 317 доларів (медіана — 49 031). Медіана доходів становила 37 713 долари для чоловіків та 25 852 долари для жінок. За межею бідності перебувало 34,0 % осіб, у тому числі 43,2 % дітей у віці до 18 років та 13,8 % осіб у віці 65 років та старших.
Цивільне працевлаштоване населення становило 3501 осіб. Основні галузі зайнятості: освіта, охорона здоров'я та соціальна допомога — 27,9 %, мистецтво, розваги та відпочинок — 20,9 %, роздрібна торгівля — 18,9 %.